# Thakgalo Leshabela
Thakgalo Khanya Leshabela (Soshanguve, 18 de septiembre de 1999) es un futbolista sudafricano que juega en la demarcación de centrocampista para el Leicester City F. C. de la Premier League de Inglaterra.

## Biografía
Tras formarse en las filas inferiores del Parklands Tigers y el Gregory Celtics, se marchó a la disciplina del Leicester City FC en 2013. Finalmente debutó con el primer equipo el 14 de marzo de 2021 en un encuentro de la Premier League contra el Sheffield United FC, tras sustituir a Ayoze Pérez en el mimnuto 81, en un encuentro que ganó el Leicester por 5-0.

## Clubes
| Club              | País       | Año    | Partidos | Goles |
| ----------------- | ---------- | ------ | -------- | ----- |
| Leicester City FC | Inglaterra | 2021 - | 1        | 0     |